# 馬來西亞奧林匹克理事會
馬來西亞奧林匹克理事會（英語：Olympic Council of Malaysia，IOC代码：MAS）是馬來西亞的國家奧林匹克委員會，并同时也对共和联邦运动会负责。

## 历史
該組織成立於1953年，是國際奧委會和亞洲奧林匹克理事會的成員，当时为马来亚联合邦奥林匹克委员会，并在1954年正式获得承认其作为马来亚的奥林匹克理事会。随着马来西亚联邦于1963年成立，新加坡奥林匹克和运动理事会、砂拉越奥运委员会、沙巴奥运委员会和马来亚联合邦奥林匹克理事会被合并为现今的马来西亚奥林匹克理事会，并在同年參與在日本東京都舉行的夏季奧運會。而新加坡州在1965年被逐出联邦后便恢复自己的国家奥运委员会。
現時，馬來西亞奧林匹克理事會的總部設在吉隆坡，主席是Mohamad Norza Zakaria。

## 外部連結
- 官方網頁
- 马来西亚奥林匹克委员会在亚洲奥林匹克委员会网站上的详情